# Магнус Ейкрем
Магнус Ейкрем (норв. Magnus Wolff Eikrem, нар. 8 серпня 1990, Молде) — норвезький футболіст, півзахисник клубу «Молде».

## Клубна кар'єра

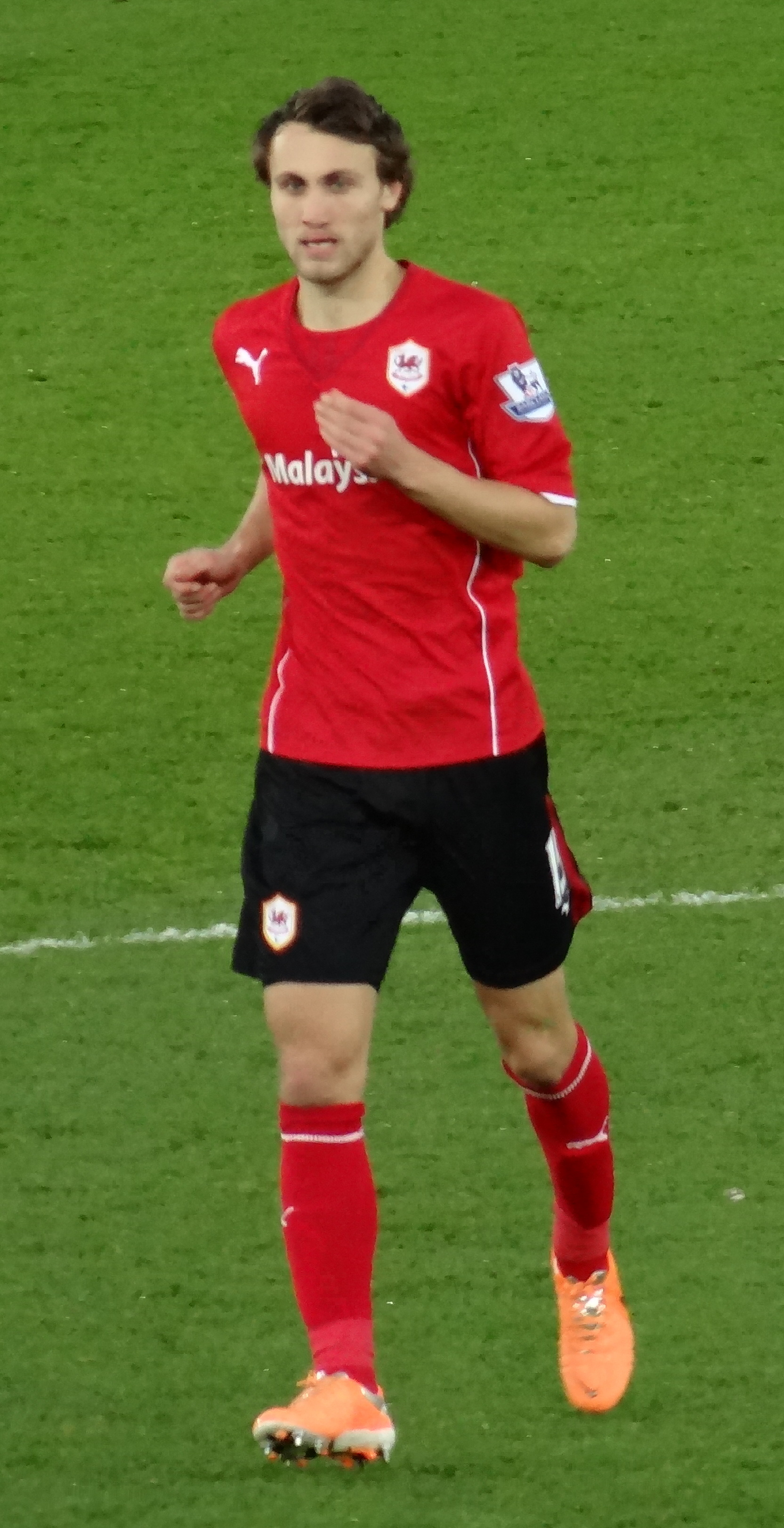
Ейкрем у складі «Кардіфф Сіті»

Народився 8 серпня 1990 року в місті Молде в родині професійного футболіста Кнута Ейкрема. Магнус розпочав кар'єру в клубі з свого рідного міста «Молде» у віці 12 років. У 16 років він перейшов у молодіжну команду англійської «Манчестер Юнайтед». У 2009 році Магнус був включений в заявку «Юнайтед» на сезон. Він знаходився на лавці в матчах Кубку Англії і Ліги чемпіонів проти «Вольфсбурга», але на поле так і не вийшов. У складі молодіжної команди Манчестера він став чемпіоном Англії.
У січні 2011 року Ейкрем повернувся в «Мольде», тренером якого був Уле Гуннар Сульшер, який порадив його «Манчестеру». 18 березня у матчі проти клубу «Сарпсборг 08» Магнус дебютував у Типпелізі. 22 серпня у поєдинку проти «Ліллестрема» він забив свій перший гол за клуб. У складі «Молде» він двічі став чемпіоном Норвегії.
Влітку 2013 року Ейкрем підписав контракт з нідерландським «Геренвеном». Сума трансферу склала 1,2 млн. євро. 3 серпня в матчі проти АЗ він дебютував у Ередивізі. 23 серпня в поєдинку проти амстердамського «Аякса» Магнус забив свій перший гол за «Геренвен». 
У січні 2014 року перейшов у валлійський клуб «Кардіфф Сіті». 11 січня в матчі проти «Вест Гем Юнайтед» він дебютував у англійській Прем'єр лізі, замінивши у другому таймі Гарі Меделя. Проте основним гравцем Ейкрем не став, зігравши до кінця сезону лише в 6 матчах чемпіонату. За підсумками того сезону команда покинула Прем'єр-лігу, але Магнус все-одно не зміг закріпитись в команді, зігравши до кінця року лише в трьох матчах Чемпіоншипу.
На початку 2015 року Ейкрем перейшов у шведський Мальме. 6 квітня в матчі проти «Сундсвалля» він дебютував у Аллсвенскан лізі. 3 травня в поєдинку проти «Гельсінгборга» Ейкрем зробив «дубль», забивши свої перші голи за «Мальме». Наразі встиг відіграти за команду з Мальме 13 матчів в національному чемпіонаті.

## Виступи за збірні
2005 року дебютував у складі юнацької збірної Норвегії, взяв участь у 27 іграх на юнацькому рівні.
Протягом 2010–2013 років залучався до складу молодіжної збірної Норвегії. В червні 2013 року Ейкрем був включений в заявку молодіжної команди на молодіжний чемпіонат Європи у Ізраїлі, де команді дійшла до півфіналу. На турнірі він зіграв три матчі, крім того у матчі групового етапу проти молодіжної збірної Англії Магнус забив гол, який приніс його команді перемогу. На молодіжному рівні зіграв у 12 офіційних матчах, забив 2 голи.
15 січня 2012 року дебютував в офіційних матчах у складі національної збірної Норвегії в товариській грі проти збірної Данії, замінивши у другому таймі Маркуса Генріксена. Наразі провів у формі головної команди країни 15 матчів.
| Дата       | Місто     | Господарі | Результат | Гості       | Турнір            | Голи | Примітки |
| ---------- | --------- | --------- | --------- | ----------- | ----------------- | ---- | -------- |
| 15/01/2012 | Бангкок   | Данія     | 1 – 1     | Норвегія    | товариський матч  | -    |          |
| 18/01/2012 | Бангкок   | Таїланд   | 0 – 1     | Норвегія    | товариський матч  | -    |          |
| 15/08/2012 | Осло      | Норвегія  | 2 – 3     | Греція      | товариський матч  | -    |          |
| 07/09/2012 | Рейк'явік | Ісландія  | 2 – 0     | Норвегія    | Відбір до ЧС 2014 | -    |          |
| 16/10/2012 | Ларнака   | Кіпр      | 1 – 3     | Норвегія    | Відбір до ЧС 2014 | -    |          |
| 14/11/2012 | Будапешт  | Угорщина  | 0 – 2     | Норвегія    | товариський матч  | -    |          |
| 07/02/2013 | Севілья   | Україна   | 2 – 0     | Норвегія    | товариський матч  | -    |          |
| 14/08/2013 | Стокгольм | Швеція    | 4 – 2     | Норвегія    | товариський матч  | -    |          |
| 06/09/2013 | Осло      | Норвегія  | 2 – 0     | Кіпр        | Відбір до ЧС 2014 | -    |          |
| 10/09/2013 | Осло      | Норвегія  | 0 – 2     | Швейцарія   | Відбір до ЧС 2014 | -    |          |
| 11/10/2013 | Марибор   | Словенія  | 3 – 0     | Норвегія    | Відбір до ЧС 2014 | -    |          |
| 15/11/2013 | Гернінг   | Данія     | 2 – 1     | Норвегія    | товариський матч  | -    |          |
| 19/11/2013 | Молде     | Норвегія  | 0 – 1     | Шотландія   | товариський матч  | -    |          |
| 12/06/2015 | Осло      | Норвегія  | 0 – 0     | Азербайджан | Відбір до ЧЄ 2016 | -    |          |
| 31/08/2016 | Осло      | Норвегія  | 0 – 1     | Білорусь    | товариський матч  | -    | 68'      |
| Усього     |           | Матчів    | 15        |             | Голів             | 0    |          |

## Титули і досягнення
- Чемпіон Норвегії (4):

«Молде»:  2011, 2012, 2019, 2022
- Чемпіон Швеції (2):

«Мальме»:  2016, 2017
- Володар Кубка Норвегії (2):

«Молде»: 2021-22, 2023
Особисті досягнення
- Півзахисник року Аллсвенскан: 2016[12]
- Гравець місяця Аллсвенскан: серпень 2016[13]